# Division I 1994-1995
La Division I 1994-1995 è stata la 92ª edizione della massima serie del campionato belga di calcio disputata tra il settembre 1994 e il maggio 1995 e conclusa con la vittoria del Anderlecht, al suo ventiquattresimo titolo e terzo consecutivo.
Capocannoniere del torneo fu Aurelio Vidmar (Standard Liegi), con 22 reti.

## Formula
Come nella stagione precedente le squadre partecipanti furono 18 e disputarono un turno di andata e ritorno per un totale di 34 partite.
Le ultime 2 classificate retrocedettero in Division 2.
Le società ammesse alle coppe europee furono otto: la squadra campione si qualificò alla UEFA Champions League 1995-1996, tre alla Coppa UEFA 1995-1996, la vincitrice della coppa nazionale alla Coppa delle Coppe 1995-1996 e altre tre squadre alla coppa Intertoto 1995.

## Classifica finale
|    | Classifica      | G  | V  | N  | P  | GF | GS | Dif | Pt |
| -- | --------------- | -- | -- | -- | -- | -- | -- | --- | -- |
| 1  | Anderlecht      | 34 | 23 | 6  | 5  | 80 | 31 | 49  | 52 |
| 2  | Standard Liegi  | 34 | 21 | 9  | 4  | 52 | 23 | 29  | 51 |
| 3  | Club Bruges     | 34 | 21 | 7  | 6  | 68 | 31 | 37  | 49 |
| 4  | Eendracht Aalst | 34 | 14 | 11 | 9  | 63 | 57 | 6   | 39 |
| 5  | Lierse          | 34 | 14 | 9  | 11 | 52 | 52 | 0   | 37 |
| 6  | Germinal Ekeren | 34 | 12 | 13 | 9  | 57 | 39 | 18  | 37 |
| 7  | KFC Lommel      | 34 | 13 | 9  | 12 | 44 | 41 | 3   | 35 |
| 8  | Sint-Truiden    | 34 | 11 | 13 | 10 | 34 | 35 | -1  | 35 |
| 9  | Seraing         | 34 | 12 | 10 | 12 | 53 | 45 | 8   | 34 |
| 10 | KSK Beveren     | 34 | 10 | 12 | 12 | 40 | 46 | -6  | 32 |
| 11 | KV Mechelen     | 34 | 11 | 9  | 14 | 41 | 46 | -5  | 31 |
| 12 | RWD Molenbeek   | 34 | 10 | 11 | 13 | 34 | 41 | -7  | 31 |
| 13 | Charleroi       | 34 | 10 | 11 | 13 | 33 | 43 | -10 | 31 |
| 14 | Gent            | 34 | 11 | 8  | 15 | 41 | 53 | -12 | 30 |
| 15 | Cercle Brugge   | 34 | 9  | 10 | 15 | 43 | 52 | -9  | 28 |
| 16 | Anversa         | 34 | 8  | 8  | 18 | 40 | 56 | -16 | 24 |
| 17 | KV Oostende     | 34 | 5  | 9  | 20 | 34 | 81 | -47 | 19 |
| 18 | Club Liégeois   | 34 | 5  | 7  | 22 | 35 | 72 | -37 | 17 |

### Verdetti
- RSC Anderlecht campione del Belgio 1994-95.
- KV Oostende e Club Liégeois retrocesse in Division II.